# William Schuman
Pour les articles homonymes, voir Schuman.
Œuvres principales
- Symphonie pour cordes (symphonie no 5)
- Concerto pour violon

William Howard Schuman, né le 4 août 1910 à New York et mort le 15 février 1992 à New York, est un compositeur américain.

## Biographie
Il est né dans le Bronx à New York, fils de Samuel et de Rachel Schuman. Son prénom vient de celui du 27e président des États-Unis, William Howard Taft. Schuman apprend le violon ainsi que le banjo dès l'enfance et se passionne également pour le baseball. Durant ses études secondaires, il forme un groupe musical où il joue la basse, le "Billy Schuman and his Alamo Society Orchestra", qui se produit dans des mariages ou des bar mitzvahs.
En 1928, il entreprend des études de commerce à l'Université de New York, travaillant en même temps pour une agence de publicité. Il compose également quelques chansons avec E. B. Marks Jr., un ami qu'il a rencontré auparavant lors d'un camp d'été. Durant cette même période, il rencontre le parolier Frank Loesser et écrit près d'une quarantaine de chansons avec lui.
Le 4 avril 1930, Schuman assiste à un concert au Carnegie Hall où l'orchestre philharmonique de New York est dirigé par Arturo Toscanini. De cette expérience, Schuman dira plus tard "je fus étonné de voir la mer des cordes et le mouvement synchronisé des instrumentistes. Le spectacle, à lui seul, était étonnant. Mais la musique ! J'étais stupéfait. Je n'ai jamais entendu une chose comme cela. Dès le lendemain, je décidai de devenir compositeur."
Schuman abandonne alors l'université et son travail pour se lancer dans les études musicales au conservatoire Malkin avec Max Persin et Charles Haubiel. De 1933 à 1938, il est l'élève de Roy Harris. Harris présente Schuman au chef d'orchestre Serge Koussevitzky, qui soutient nombre de ses œuvres. Koussevitzky a dirigé en particulier la symphonie n° 2 de Schuman, en 1939.  L'une des œuvres les plus connues de Schuman est la  Symphonie pour cordes, commandée par la fondation Koussevitzky et dédiée à la mémoire de Natalie Koussevitzky. Elle a été créée sous la direction de Koussevitzky le 12 novembre 1943.
Cette même année, il gagne le Prix Pulitzer de musique pour sa cantate A Free Song, sur des poèmes de  Walt Whitman. De 1935 à 1945, il enseigne la composition au Sarah Lawrence College. En 1945, il est nommé président de la Juilliard School. Cette année-là, il fonde le Juilliard String Quartet et crée la division de dance de l'école en 1951. Il fonde également la section de théâtre et organise plusieurs festivals de musique américaine. 
William Schuman quitte l'institution en 1961 pour devenir le premier président du Lincoln Center, une position qu'il occupe jusqu'en 1969. Ici, il contribue à la création de la Film Society et de la Chamber Music Society.

## Sa musique
Schuman a écrit un nombre important de partitions. Ses huit symphonies, numérotées de 3 à 10, (les deux premières ayant été reniées par le compositeur) évoluent vers une stature de plus en plus importante. Son concerto pour violon  (1947, révisé en 1959) a été décrit comme l'une de ses œuvres majeures. Parmi ses autres compositions, on peut citer  le New England Triptych (1956, sur des mélodies de William Billings), l' American Festival Overture (1939), la musique pour ballet Undertow (1945) et Judith (1949) (ce dernier étant écrit pour Martha Graham), le  Mail Order Madrigals (1972), deux  opéras, The Mighty Casey (1953, d'après le livre d'Ernest L. Thayer Casey at the Bat), qui reflète son amour pour le baseball et  A Question of Taste (1989, d'après une nouvelle de Roald Dahl). Il a fait également un  arrangement pour orchestre de l'œuvre pour orgues de Charles Ives, Variations on "America" en 1963, version actuellement la plus connue. Une autre pièce populaire reste son  George Washington Bridge (1952).
Lors de la soirée de Thanksgiving dans le film Vous avez un message, Kathleen, Christina, Frank et George, accompagnés au piano par Birdie, chantent en canon la partie des violons, de la clarinette et du cor de The Orchestra Song, sur la musique (1963) de William Schuman, et des paroles un peu différentes de celles de la chanson traditionnelle autrichienne.

## Principales œuvres

### Opéra
- The Mighty Casey (1953, sur un texte de  Ernest L. Thayer,  Casey at the Bat)
- A Question of Taste (1989, d'après une nouvelle de Roald Dahl)

### Ballet
- Undertow (1945)
- Judith (1949, écrit pour Martha Graham)

### Musique orchestrale
- Symphonies
  - Symphonie no 1 (1935, supprimé)
  - Symphonie no 2 (1937, supprimé)
  - Symphonie no 3 (1941)
  - Symphonie no 4 (1942)
  - Symphonie pour cordes (symphonie no 5) (1943)
  - Symphonie no 6 (1948)
  - Symphonie no 7 (1960)
  - Symphonie no 8 (1962)
  - Symphonie no 9 (1968)
  - Symphonie no 10 The American Muse (1975)
- American Festival Overture (1939)
- Credendum (1955, commandé par l'UNESCO)
- New England Triptych (1956, sur des mélodies de William Billings)
- Orchestra Song (1963)
- In Praise of Shahn (1969)
- American Hymn (1980)

### Œuvres concertantes
- Concerto pour piano (1943)
- Concerto pour violon (1947, révisé en 1959)
- A Song of Orpheus, pour violoncelle et  orchestre (1962)
- To Thee Old Cause, pour hautbois et orchestre (1968)
- Concerto on Old English Rounds, pour alto, chœur de femmes et orchestre (1974)
- Three Colloquies, pour cor et orchestre (1979)

### Vocal/Choral
- Three Carols of Death (1958, d'après des textes de Walt Whitman)
- Mail Order Madrigals (1972, d'après des textes du catalogue Sears Roebuck catalog)
- Perceptions (1982, d'après des textes de Walt Whitman)

### Fanfare
- Newsreel, en cinq mouvements (1941)
- George Washington Bridge (1950)
- Chester Overture (1956) extrait du  New England Triptych
- When Jesus Wept (1958) extrait du  New England Triptych
- Philharmonic Fanfare (1965), (non publié)
- Dedication Fanfare (1968)
- Be Glad then, America (1975) extrait du  New England Triptych

### Arrangements
- Variations on "America", pour  orchestre (1963, d'après l'œuvre de Charles Ives du même nom)